# 地球上最無聊的下午
地球上最無聊的下午（英語：Nevertheless），是2020年台灣歌手黃鴻升逝世後發表的單曲。

## 簡介
本單曲是黃鴻升在生前計畫進行錄製和拍攝的歌曲，但他不幸在錄製和拍攝期間離世，因此本單曲由負責製作此歌曲的團隊擷取他過往的聲音素材加工而成。
本單曲於2020年11月23日於各大數位音樂平台上架，音樂錄影帶於同年11月25日在滾石唱片官方YouTube頻道首播。

## 曲目
1. 地球上最無聊的下午
  - 演唱人：黃鴻升，作曲：王山而，作詞：黃鴻升／小怪獸，製作人：曾俞璇。[3]

## 外部連結
- YouTube上的地球上最無聊的下午